# Eutrepsia gadowi
Eutrepsia gadowi är en fjärilsart som beskrevs av Louis Beethoven Prout 1923. Eutrepsia gadowi ingår i släktet Eutrepsia och familjen mätare. Inga underarter finns listade i Catalogue of Life.